# Mitschdorf
Mitschdorf est une ancienne commune française du département du Bas-Rhin, associée à Gœrsdorf depuis le 1er janvier 1973.

## Histoire
La commune de Mitschdorf fut réunie à celle de Gœrsdorf en 1972, chose qui prit effet le 1er janvier 1973.

## Administration
| Période                                  | Période | Identité       | Étiquette | Qualité |
| ---------------------------------------- | ------- | -------------- | --------- | ------- |
|                                          |         | Franck Schnepp |           |         |
|                                          |         | Agnès Husson   |           |         |
| Les données manquantes sont à compléter. |         |                |           |         |

## Démographie
| 1936 | 1946 | 1954 | 1962 | 1968 |
| ---- | ---- | ---- | ---- | ---- |
| 161  | 155  | 187  | 175  | 170  |

## Culture locale et patrimoine

### Héraldique
| Blason de Mitschdorf | Blason  | D'argent à deux roses de gueules, ornées, tigées et feuillées de sinople, mouvant d'une terrasse d'azur chargée d'un fer à cheval d'or. |
| Blason de Mitschdorf | Détails | |

### Lieux et monuments
- Église protestante de Mitschdorf